# Grada Kilomba
Grada Kilomba (Lisboa, 1968) es una escritora, psicóloga, teórica y artista interdisciplinaria portuguesa reconocida por su trabajo centrado en el examen de la memoria, el trauma, el género, el racismo y el postcolonialismo. Utiliza varios formatos para expresarse, desde el texto hasta la lectura escénica y la interpretación, combinando la narrativa académica, la lírica, pasando por el vídeo y las instalaciones escénicas, creando lo que ella denomina "Performing Knowledge". En 2012, fue profesora invitada de Estudios de Género y Postcoloniales en la Universidad Humboldt de Berlín.

## Trayectoria
Descendiente de africanos occidentales (Santo Tomé y Príncipe y Angola), estudió psicología clínica y psicoanálisis en el Instituto de Psicología Aplicada (ISPA), y vive en Berlín (Alemania) desde 2008. Mientras ejercía como psicóloga en Portugal, trabajó en psiquiatría con personas de Angola y Mozambique traumatizadas por la guerra e inició varios proyectos artísticos y terapéuticos sobre el trauma y la memoria, así como sobre el trabajo de Frantz Fanon. Kilomba recibió una beca de la Fundación Heinrich Böll para realizar su doctorado, que completó en 2008 en la Universidad Libre de Berlín, donde además trabajó como profesora invitada.
De 2009 a 2010, fue becaria del Instituto de Investigación Cultural de Berlín. En los años siguientes, enseñó estudios postcoloniales, psicoanálisis y el trabajo de Frantz Fanon en varias universidades, incluyendo la Universidad Libre de Berlín, la Universidad de Bielefeld y la Universidad de Ghana en Acra. También ha ejercido de profesora de Estudios de Género y Estudios Postcoloniales en la Universidad Humboldt de Berlín. Allí realizó investigaciones sobre las diásporas africanas, entre otros temas, y enseñó sobre el feminismo descolonial, la descolonización del conocimiento y la interpretación del conocimiento. Da conferencias en Europa.
En el programa de entrevistas "Insight Germany" emitido por Deutsche Welle en 2013, Kilomba habló de cómo las primeras experiencias de racismo en el Portugal postfascista de los años 70 y 80 configuraron su percepción del mundo. En 2009, la Bundeszentrale für politische Bildung alemana comentó: "Su obra literaria combina el discurso postcolonial y la prosa lírica sobre las huellas de la esclavitud, el colonialismo y el racismo cotidiano".
Se dio a conocer con su libro Plantation Memories (2008), una colección de experiencias cotidianas de racismo en forma de cuentos psicoanalíticos, publicado por primera vez para el Festival Internacional de Literatura de la Haus der Berliner Festspiele. Las historias cortas se refieren al racismo relacionado con la voz y el derecho a hablar, la política del cabello, el espacio, el género, el trauma, la política de la piel y la política sexual. En 2013, Plantation Memories fue adaptado para su lectura en el teatro Ballhaus Naunynstraße de Berlín.
Sus obras han sido presentadas en varias instituciones artísticas de renombre en América, África y Europa, como Art Basel, The Power Plant en Toronto, Museu de Arte, Arquitetura e Tecnologia (Maat) en Lisboa, Maxim Gorki Theater, Ballhaus Naunynstrasse, Universidad de Río de Janeiro, Universidad de Acra, entre otras. En 2021, parte de su obra fue incluida en una exposición colectiva de la Fundación Calouste Gulbenkian dedicada a artistas portuguesas de 1900 a 2020, de la que también formaron parte Paula Rego, Maria Helena Vieira da Silva, Aurélia de Sousa, Maria Antónia Siza, Joana Vasconcelos, Patrícia Garrido, Lourdes Castro, Ana Vieira, Salette Tavares, Helena Almeida, Maria José Oliveira, Fernanda Fragateiro y Sónia Almeida, entre otras.

## Obra
- 2008 – Plantation Memories: Episodes of Everyday Racism. Unrast. ISBN 389771485X.[12]
- 2017 – Secrets to Tell - Fundação EDP. ISBN 9789898167675.[13]
- 2018 – The Most Beautiful Language. Galerias Municipais/EGEAC. ISBN 9789898167675.[14]